# Elafonisi
Elafonisi (griego: Ελαφονήσι [elafoˈnisi] "isla de los ciervos") es una isla que se encuentra en el extremo occidental de la isla mediterránea de Creta, de la que forma parte administrativamente, en la unidad regional de La Canea. Cuando hace buen tiempo, es posible caminar hasta la isla a través de las aguas poco profundas. La isla es una reserva natural protegida y es conocida por sus playas de arena rosada, creadas por depósitos inducidos por mareas y olas de microorganismos pigmentados que viven en una relación simbiótica con las algas marinas nativas.

## Guerra de Independencia griega
En el punto más alto de la isla hay una placa que conmemora un trágico hecho. El domingo de Pascua del 18 de abril de 1824, varios cientos de griegos, en su mayoría mujeres y niños, fueron asesinados en Elafonisi por soldados otomanos. Para evitar el avance de las tropas turcas otomanas, cuarenta hombres armados se habían refugiado en la isla con mujeres, niños y ancianos donde esperaban un barco que los llevara a las islas Jónicas. Los soldados otomanos habían decidido acampar en la playa frente a la isla. Uno de sus caballos caminó por las aguas poco profundas hacia la isla y se descubrió a las personas que se escondían en la isla. Según varias fuentes, había entre 640 y 850 personas en total, la mayoría de las cuales fueron asesinadas y los sobrevivientes restantes fueron vendidos como esclavos en Egipto.

## Naufragio del Imperatrix
Una gran cruz de madera conmemora un naufragio del 22 de febrero de 1907. Era un vapor de pasajeros de la compañía naviera austriaca Österreichischer Lloyd, llamado Imperatrix. Debido a los fuertes vientos del noroeste fallecieron 38 personas en un bote salvavidas que intentaba llegar a la orilla. Todos fueron enterrados en la isla. El Imperatrix todavía se encuentra en el fondo del mar frente a los acantilados de la isla y fue la razón por la que se construyó un faro en la cima de una colina de la isla.
El faro fue destruido durante la Segunda Guerra Mundial por las tropas alemanas de ocupación.

## Monasterio
En tierra firme, el Monasterio Chrysoskalitissa (Monasterio de la Virgen de la Escala Dorada) del siglo XVII está aproximadamente a 5 km de la isla. Fue construido sobre un promontorio con vistas al mar.
El monasterio está dedicado al Tránsito de María. Según la tradición, el nombre Chrysoskalitissa (escala dorada) proviene del hecho de que los 98 escalones hasta la cima del monasterio serían de oro.
También albergó a escolares griegos ilegales durante la ocupación turca en 1821. La construcción de la iglesia actual comenzó el 9 de mayo de 1894.

## Galería
|           |
| Monumento |

|  |
|  |

|  |
|  |